# تظليل وهمي منظم
التظليل الوهمي المنظم هو أحد الخوارزميات التي تستخدم في التظليل الوهمي للصور، وهي تستخدم عادة من قبل البرامج التي تحتاج إلى تقديم صورة متناسقة متواصلة بألوان عالية لتعرض بعمق ألوان أقل.
فعلى سبيل المثال نظام تشغيل ميكروسوفت ويندوز يستخدم هذه التقنية في وضع الرسومات 16 - لون. ويتميز عن غيره بسهولة عن طريق ملاحظة ظلل أنماطه.
هذه الخوارزمية تقوم بتنفيذ التظليل الوهمي عن طريق تطبيق حد أدنى أو عامل يتم تتبعه على كل بكسل تم عرضه، ويؤدي في بعض الأحيان إلى اختلاف اللون في بعض البكسلات عند عرضهاوهذا في حالة وجود فرق كبير بين اللون الاصلي واللون المتاح إدخاله بدلا منه.
يوجد هناك أحجام مختلفة من المصفوفات، امثلة:
| {\displaystyle {\frac {\displaystyle 1}{\displaystyle 5}}{\begin{bmatrix}1&3\\4&2\\\end{bmatrix}}} {\displaystyle {\frac {\displaystyle 1}{\displaystyle 10}}{\begin{bmatrix}3&7&4\\6&1&9\\2&8&5\\\end{bmatrix}}} {\displaystyle {\frac {\displaystyle 1}{\displaystyle 17}}{\begin{bmatrix}1&9&3&11\\13&5&15&7\\4&12&2&10\\16&8&14&6\\\end{bmatrix}}} | {\displaystyle {\frac {\displaystyle 1}{\displaystyle 65}}{\begin{bmatrix}1&49&13&61&4&52&16&64\\33&17&45&29&36&20&48&32\\9&57&5&53&12&60&8&56\\41&25&37&21&44&28&40&24\\3&51&15&63&2&50&14&62\\35&19&47&31&34&18&46&30\\11&59&7&55&10&58&6&54\\43&27&39&23&42&26&38&22\\\end{bmatrix}}} |

المصفوفة من الممكن استدارتها أو عكسها وهذا بدون أن تأثر على قوة تنفيذ الخوارزمية. كما أن هذه المصفوفة معروفة بمثابة مؤشر مصفوفة أو باير لمصفوفة.
يمكن استنباط حجم تعسفي للمصفوفة باستخدام قواعد بسيطة.أولا: تعبئة كل شق «فراغ» مع الشق المتتالي له بعدد صحيح يبدأ من رقم "1", وبعدها أعد ترتيبهم بحيث يكون معدل المسافة بين كل عددين متتالين في المصفوفة كبير بقدر الإمكان ومع ضمان التفاف الجدول «المصفوفة» من الحواف دون أي تأثير.
الخوارزمية تجعل الصورة طبيعية قدر الإمكان ولكن كل بكسل في الصورة يتم وضع مكانه قيمة من المصفوفة الجديدة، ولكن قيمة البكسل يؤدي إلى تحديد خطوة واحدة محددة أكبر إذا تجاوز الأرقام الموجودة في المصفوفة. فعلى سبيل المثال في تقديم صورة أحادية اللون، فإن إذا كان قيمة البكسل من الموجودة في الصورة (في نطاق من 0-9) أقل من الرقم المقابل الموجود في المصفوفة فإننا نقوم بوضع لون أسود مكانه وغير ذلك نضع لون أبيض.
الخوارزمية:
```
for each
 y

for each
 x
oldpixel := pixel[x][y] + threshold_map_4x4[x mod 4][y mod 4]

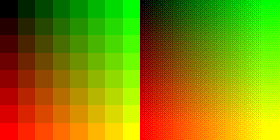

newpixel := find_closest_palette_color(oldpixel)
pixel[x][y] := newpixel
```

القيمة المقروءة من المصفوفة يجب أن تتدرج من نفس النطاق، كما هو أدنى فرق بين الألوان المختلفة في اللوحة المستهدفة.
لأن هذه الخوارزمية تتعامل مع كل بكسل على حدا وليس لديه اية شروط، فهي سريعة جدا ومناسبة للتحويلات في الوقت الحقيقي. بالإضافة إلى ذلك، لأن موقع أنماط التظليل الوهمي يبقى دائما بنفس النسبة إلى إطار الشاشة، وهو أقل عرضة للتشويه مقارنة مع طريقة "error-diffusion", مما يجعلها مناسبة للرسوم المتحركة.
حجم الرقم المختار من المصفوفة يجب أن يكون مساوي أو أكبر من نسبة الألون من المصدر إلى الألوان المستهدفة.